# Sztankó Albert
Sztankó Albert (Nagyida, 1885. február 13. – Budapest, Ferencváros, 1943. április 10.) plébános.

## Életútja
Sztankó Albert gazdászati ispán és Ternovits (Ternovics) Mária fia. A középiskolákat Rozsnyón és Kassán, a teológiát Kassán és Vácon végezte. 1907. június 29-én pappá szenteltetvén, káplánkodott Nézsán, Alsónémediben, Alpáron, Újkécskén, Szegváron (hitoktató), Kiskunfélegyházán (óplébánián), Hatvanban és 1916-tól Kecskeméten. 1923-tól Újpesten volt plébános, 1941-ben vonult nyugdíjba, ekkor Gödöllőn élt. 1908-09-ben az Újkécske és Vidéke társadalmi, közgazdasági és szépirodalmi hetilap felelős szerkesztője volt 1923. február 10-től 1925. február-márciusáig főszerkesztője volt a Harangnak, az Újpesti Katolikus Legényegylet hivatalos havilapjának. Kispap korában cikkeket írt egyes lapokba, melyek közül külön is megjelent: »A falu szocializmusa, Modern nevelés és vallás.« Halálát hasi hagymáz (hastífusz) okozta.

## Művei
- A falu szocializmusa. Vác, 1907.
- Modern nevelés és vallás. H.é.n.